# Le Gaucher (récit)
Pour l’article homonyme, voir Le Gaucher.
Le Gaucher (ou Le Dit du gaucher bigle de Toula et de la puce d'acier ; en russe : Левша (Levcha) ou Сказ о ту́льском косо́м Левше́ и о стально́й блохе́) est un récit de Nikolaï Leskov du genre conte ou nouvelle. Il est écrit et publié en 1881.

## Histoire de la création
La première parution du récit a lieu dans le journal Rus', en 1881 dans les no 49, 50 et 51 sous le titre le Dit du Gaucher bigle de Toula et de la puce d'acier (légende de l'Atelier). La première édition séparée date de 1882. Lors de la publication dans le journal Rus', ainsi que dans l'édition séparée, le texte du récit est accompagné d'une préface :

« Je ne peux pas dire exactement où a eu lieu la première mise en marche de la fabuleuse puce d'acier, si c'était à Toula, à Ijma ou à Sestroretsk, mais il est clair que c'est dans un de ces endroits. En tout cas, le conte de la puce d'acier est une légende particulière des armuriers, et elle exprime la fierté des maîtres armuriers russes. Elle décrit la lutte de nos  maîtres russes avec les maîtres anglais, dont les nôtres sont sortis victorieux, tandis que les anglais étaient couverts de honte, humiliés. À ce propos, il faut faire mention de la raison secrète venant de la défaite militaire russe en Crimée. J'ai écrit cette légende à Sestroretsk à partir d'un conte de cette ville sur le vieil armurier, originaire de Toula, qui s'est installé près de la rivière Sestra sous le règne de l'empereur Alexandre Ier. Le narrateur qui me l'a raconté était encore en bonne santé avec une excellent mémoire il y a deux ans ; il aimait se rappeler la vie ancienne, honorait le souverain  Nicolas Ier, vivait dans l'ancienne foi, lisait des livres religieux et élevait des canaris. Les gens le traitaient avec respect. »

Par la suite, cette préface a été supprimée par l'auteur, parce que la critique l'a interprétée littéralement et a considéré le récit comme la simple copie d'un conte ancien existant.
Leskov a classé ce récit dans sa collection d'œuvres Pravedniki (Les hommes justes).

## Sujet
L'intrigue mêle des évènements historiques réels et d'autres fictifs.
Les évènements du récit commencent en 1815 : lorsque l'empereur Alexandre Ier en eut terminé avec le Congrès de Vienne, il voulut voyager en Europe et visiter les merveilles de plusieurs pays. Lors de son voyage, il visita l'Angleterre, où entre autres curiosités, on lui montra une minuscule puce en acier qui était capable de danser. L'empereur a acheté la puce et l'a ramenée à Saint-Pétersbourg.
Quelques années plus tard, après la mort d'Alexandre Ier et l'accession au trône de Nicolas Ier, la puce est trouvée dans les affaires du défunt tsar et l'on ne parvenait pas à comprendre ce que cet objet représentait. Le Cosaque du Don Matveï Platov, qui avait accompagné l'empereur Alexandre Ier dans ses voyages en Europe, est venu au palais et a expliqué, qu'il s'agissait d'un exemple de l'art de la mécanique que possédaient les Anglais, mais que lui Platov estimait de toute manière que les maîtres russes ne connaissaient pas moins bien leur métier.   
L'empereur Nicolas Ier, convaincu de la supériorité des artisans russes, charge Platov d'effectuer un voyage diplomatique sur le Don et en même temps de visiter les usines de Toula. Parmi les artisans locaux, il devait trouver ceux qui pouvaient répondre le mieux à ce défi des Anglais.
Se trouvant à Toula, Platov met la main sur trois armuriers locaux, parmi lesquels se trouve le Gaucher. Platov leur montre la puce anglaise et leur demande de trouver quelque chose qui dépasserait cette réalisation. Après son retour de la région du Don, Platov repasse par Toula pour voir ce que les trois artisans ont trouvé pour réaliser sa commande. Il les retrouve avec le travail inachevé et Platov est mécontent. Il retourne à Saint-Pétersbourg. Mais dans la capitale, grâce à un agrandissement au miroscope apparaît le minuscule fer à cheval que les maîtres de Toula ont réussi à ferrer sous les pattes de la minuscule puce en acier.
Le souverain et toute sa cour admirent le travail du Gaucher et ce dernier reçoit un prix pour son ouvrage. Nicolas Ier ordonne de renvoyer la puce en Angleterre, pour démontrer là-bas la compétence des maîtres russes, et du Gaucher en particulier. En Angleterre, on fait visiter au Gaucher des usines locales, on lui montre l'organisation du travail et on lui propose de rester là et de s'y marier. Mais le Gaucher décline cette offre et retourne en Russie.
Sur le chemin du retour vers la Russie, le Gaucher fait un pari avec le sous-capitaine : « celui de ne rien boire tout seul, mais toujours à part égales ». « Leur pari commença quand ils étaient encore en Maudityrannée, et ils burent jusqu'à la Dunaminde de Riga... ». À leur arrivée à Saint-Pétersbourg, le sous-capitaine est déposé à l'ambassade et reçoit les soins médicaux appropriés. Le gaucher est quant à lui jeté sur le plancher d'un poste de police et on l'interroge. On le conduit à l'hospice des pauvres Oboukhovski où l'on accepte tous les mourants, quelle que soit leur condition. Le docteur russe Martyne-Solski arrive quand le Gaucher est en train d'expirer. Avant de mourir, il parvient à lui transmettre le message : « les Anglais ne nettoient pas leurs fusils à la brique. Qu'on s'en abstienne aussi chez nous, sinon, Dieu nous préserve de la guerre car nos armes ne vaudront plus rien pour tirer ». Martyne-Solski va porter l'information au ministre de la guerre Tchernychev, mais celui-ci ne transmet pas le message au tsar. « Or qu'ils eussent rapporté à temps au Souverain les paroles du gaucher, et la guerre de Crimée contre l'ennemi eût tourné tout autrement ».

## Personnages principaux
- Le Gaucher, maître russe talentueux, armurier;
- Platov, ataman des Cosaques du Don, général de cavalerie;
- Alexandre Ier, empereur de Russie (1801-1825);
- Nicolas Ier, empereur de Russie (1825-1855);
- Tchernychev comte, ministre de la guerre (1832-1852);
- Martyne-Solski médecin russe, conseiller secret dans la Table des rangs.
- Vaissellepropre (Charles Robert de Nesselrode) comte, chancelier d'état (1844-1862).

## Particularités littéraires
Les critiques des premières éditions estiment que la contribution de Leskov à la création du récit est minime et qu'il n'a fait que raconter une légende qui circulait parmi les artisans de Toula. Leskov a contesté cette opinion et a expliqué que ces critiques avaient pratiquement tout inventé à propos de leur interprétation :
Tout ce qui est d'origine populaire dans ce conte du Gaucher de Toula et de la puce d'acier peut se résumer à la blague ou plaisanterie suivante : « Les Anglais ont fabriqué une puce en acier et les habitants de Toula ont cloué des fers aux pattes de la puce et leur ont renvoyé ». Il n'existe rien d'autre de plus sur la puce ou sur le Gaucher, héros de cette histoire, ni sur une histoire populaire russe ou sur un conte, et je considère qu'il est impossible que quelqu'un en ait entendu parler il y a déjà longtemps, étant donné que je dois avouer que j'ai conçu ce récit au mois de mai dernier, et que le Gaucher est un personnage à moi de pure fiction.
Le récit Le Gaucher est un exemple de conte russe, dont les traditions ont été établies par Nicolas Gogol. La narration ressemble à celle d'un récit oral, dans lequel l'auteur, peu habitué au vocabulaire étranger se trompe de manière inattendue. La vraie richesse de cette œuvre c'est cette langue particulière du récit qui intercale des calembours et des jeux de mots, nés de la fantaisie de l'écrivain, ou des mots dont l'étymologie est pure invention populaire et amusante : brettonique, nymphosoire, miroscope, Napolon du Brévédaire, mer Maudityrannée, etc. Cette même stylisation, de genre langage populaire Leskov l'utilise dans d'autres récits : Léon, fils du maître d'hôtel, Polounojniki, La Remise à lapin et d'autres encore.
Pour l'historien Ettore Lo Gatto, la structure stylistique des récits de Leskov rappelle celle des légendes de Flaubert. Cette structure forme des pages parmi les plus originales de la littérature russe de la fin du XIXe siècle. Les critiques ont remarqué que, malgré l'aspect extérieur de loubok et grotesque, apparaît clairement dans le récit de Leskov le thème national-patriotique, l'appel à une prise de conscience du rôle pris par chaque homme dans les affaires du niveau de l'État. En effet, le Gaucher s'adresse au tsar avant de rendre l'âme : « les Anglais ne nettoient pas leurs fusils à la brique. Qu'on s'en abstienne aussi chez nous, sinon Dieu nous préserve de la guerre, car nos armes ne vaudront plus rien pour tirer. »,

## Prototype
Alexeï Mikhaïlovitch Sournine (1767-1811) est considéré comme le prototype du Gaucher de Toula (1767-1811). Il fut envoyé en Angleterre pour se former et a travaillé dans l'une des meilleures usines anglaises durant quelques années en qualité d'assistant du propriétaire. Quand il est revenu chez lui, il a beaucoup contribué à la formation des travailleurs ainsi qu'à la mise au point de nouveaux outils de production.

## Phraséologie
Gaucher en langue russe (levcha) est devenu un nom commun, pour désigner un homme talentueux sorti du peuple, habile de ses mains. Quant à l'expression ferrer une puce elle est devenue une unité phraséologique.

## Cinéma
- Le Gaucher (en) est un film du réalisateur russe Sergueï Ovtcharov (it) (1986)
- Le Gaucher, dessin animé du réalisateur russe Ivan Ivanov-Vano (1964)

## Opéra
Le 26 juin 2013 dans la Seconde scène du Théâtre Mariinsky a eu lieu la première de l'opéra de Rodion Chtchedrine Le Gaucher